# Alexander Stadium
Het Alexander Stadium is een atletiekstadion in de Engelse stad Birmingham. Het bevindt zich in Perry Park in de wijk Perry Barr in het noorden van de stad. Het stadion werd in 1976 gebouwd en werd vervolgens tweemaal gerenoveerd: in 2011 en tussen 2020 en 2022. Bij de laatste renovatie is de permanente capaciteit vergroot van 12.700 naar 20.000 toeschouwers. Van 2011 tot en met 2019 werd de British Grand Prix van de Diamond League er gehouden en in de zomer van 2022 deed het dienst als hoofdstadion van de Gemenebestspelen waar naast de atletiekwedstrijden ook de openings- en sluitingsceremonie plaatsvonden. Het stadion wordt verder gebruikt voor muziekevenementen.